# Joshua Robinson
Pour les articles homonymes, voir Robinson.
Joshua « Josh » Robinson (né le 4 octobre 1985 à Brisbane) est un athlète australien, spécialiste du javelot.
Joshua Robinson termine 5e lors des Championnats du monde d'athlétisme jeunesse 2001, puis 4e lors des Championnats du monde juniors d'athlétisme 2004.
Son record personnel est de 85,11 m en 2016.